# Пуйберт-да-Льєйда
Пуйбе́рт-да-Льє́йда (кат. Puigverd de Lleida) - муніципалітет, розташований в Автономній області Каталонія, в Іспанії. Код муніципалітету за номенклатурою Інституту статистики Каталонії - 251826. Знаходиться у районі (кумарці) Саґрія (коди району - 33 та SI) провінції Льєйда, згідно з новою адміністративною реформою перебуватиме у складі Західної баґарії (округи). 

## Назва муніципалітету
У каталанській мові назву муніципалітету читають не за загальними правилами : топонім Puigverd de Lleida вимовляється як у діалектах, так і літературною каталанською [puј'βɛɾt də ʎ'eјðə], хоча повинен був би вимовлятися [puʧ'βɛɾt də ʎ'eјðə]. Така вимова загалом характерна місцевим говіркам Андорри, Палясу, Рібагорси та Алт-Уржелю.
Назва муніципалітету походить від словосполучення pŏdĭu vĭrĭde, яке у народній латині означало "зелена гора".

## Населення
Населення міста (у 2007 р.) становить 1.317 осіб (з них менше 14 років - 15,6%, від 15 до 64 - 64,9%, понад 65 років - 19,4%). У 2006 р. народжуваність склала 17 осіб, смертність - 23 особи, зареєстровано 7 шлюбів. У 2001 р. активне населення становило 491 особа, з них безробітних - 22 особи.

Серед осіб, які проживали на території міста у 2001 р., 923 народилися в Каталонії (з них 802 особи у тому самому районі, або кумарці), 137 осіб приїхало з інших областей Іспанії, а 13 осіб приїхало з-за кордону. 

Університетську освіту має 8,4% усього населення. 

У 2001 р. нараховувалося 381 домогосподарство (з них 22% складалися з однієї особи, 26,5% з двох осіб,19,9% з 3 осіб, 19,9% з 4 осіб, 7,1% з 5 осіб, 3,1% з 6 осіб, 0,5% з 7 осіб, 0,5% з 8 осіб і 0,3% з 9 і більше осіб).

Активне населення міста у 2001 р. працювало у таких сферах діяльності : у сільському господарстві - 17,3%, у промисловості - 15,6%, на будівництві - 14,5% і у сфері обслуговування - 52,7%. 

 У муніципалітеті або у власному районі (кумарці) працює 225 осіб, поза районом - 295 осіб.

### Безробіття
У 2007 р. нараховувалося 14 безробітних (у 2006 р. - 24 безробітних), з них чоловіки становили 35,7%, а жінки - 64,3%.

## Економіка

### Підприємства міста

#### Промислові підприємства
| \| Промислові підприємства міста, за сферою діяльності \| Промислові підприємства міста, за сферою діяльності \| Промислові підприємства міста, за сферою діяльності \| \| Рік \| 2002 р. \| 2001 р. \| \| --------------------------------------------------- \| --------------------------------------------------- \| --------------------------------------------------- \| \| Енергетичні та водні ресурси \| 0% \| 0% \| \| Хімія та метали \| 0% \| 0% \| \| Переробка металів \| 16,7% \| 20% \| \| Продукти харчування \| 50% \| 60% \| \| Текстиль \| 0% \| 0% \| \| Виробництво меблів, видання \| 33,3% \| 20% \| \| Інше \| 0% \| 0% \| \| Усього підприємств \| 6 \| 5 \| |         |         |
| Промислові підприємства міста, за сферою діяльності |         |         |
| Рік | 2002 р. | 2001 р. |
| Енергетичні та водні ресурси | 0%      | 0%      |
| Хімія та метали | 0%      | 0%      |
| Переробка металів | 16,7%   | 20%     |
| Продукти харчування | 50%     | 60%     |
| Текстиль | 0%      | 0%      |
| Виробництво меблів, видання | 33,3%   | 20%     |
| Інше | 0%      | 0%      |
| Усього підприємств | 6       | 5       |

#### Роздрібна торгівля
| \| Підприємства роздрібної торгівлі міста, за сферою діяльності \| Підприємства роздрібної торгівлі міста, за сферою діяльності \| Підприємства роздрібної торгівлі міста, за сферою діяльності \| \| Рік \| 2002 р. \| 2001 р. \| \| ------------------------------------------------------------ \| ------------------------------------------------------------ \| ------------------------------------------------------------ \| \| Продукти харчування \| 62,5% \| 55,6% \| \| Одяг та взуття \| 0% \| 0% \| \| Товари для дому \| 12,5% \| 11,1% \| \| Книги та періодичні видання \| 0% \| 0% \| \| Промислова хімічна продукція \| 12,5% \| 11,1% \| \| Продукція, пов'язана з транспортними засобами \| 0% \| 0% \| \| Інше \| 12,5% \| 22,2% \| \| Усього підприємств \| 8 \| 9 \| |         |         |
| Підприємства роздрібної торгівлі міста, за сферою діяльності |         |         |
| Рік | 2002 р. | 2001 р. |
| Продукти харчування | 62,5%   | 55,6%   |
| Одяг та взуття | 0%      | 0%      |
| Товари для дому | 12,5%   | 11,1%   |
| Книги та періодичні видання | 0%      | 0%      |
| Промислова хімічна продукція | 12,5%   | 11,1%   |
| Продукція, пов'язана з транспортними засобами | 0%      | 0%      |
| Інше | 12,5%   | 22,2%   |
| Усього підприємств | 8       | 9       |

#### Сфера послуг
| \| Підприємства міста, що працюють у сфері послуг, за діяльністю \| Підприємства міста, що працюють у сфері послуг, за діяльністю \| Підприємства міста, що працюють у сфері послуг, за діяльністю \| \| Рік \| 2002 р. \| 2001 р. \| \| ------------------------------------------------------------- \| ------------------------------------------------------------- \| ------------------------------------------------------------- \| \| Гуртова торгівля \| 23,4% \| 23,8% \| \| Готелі та готельний бізнес \| 8,5% \| 9,5% \| \| Транспорт та зв'язок \| 19,1% \| 19% \| \| Посередницькі фінансові послуги \| 8,5% \| 9,5% \| \| Послуги підприємствам \| 2,1% \| 2,4% \| \| Послуги фізичним особам \| 36,2% \| 35,7% \| \| Нерухомість та ін. \| 2,1% \| 0% \| \| Усього підприємств \| 47 \| 42 \| |         |         |
| Підприємства міста, що працюють у сфері послуг, за діяльністю |         |         |
| Рік | 2002 р. | 2001 р. |
| Гуртова торгівля | 23,4%   | 23,8%   |
| Готелі та готельний бізнес | 8,5%    | 9,5%    |
| Транспорт та зв'язок | 19,1%   | 19%     |
| Посередницькі фінансові послуги | 8,5%    | 9,5%    |
| Послуги підприємствам | 2,1%    | 2,4%    |
| Послуги фізичним особам | 36,2%   | 35,7%   |
| Нерухомість та ін. | 2,1%    | 0%      |
| Усього підприємств | 47      | 42      |

## Житловий фонд
У 2001 р. 0,8% усіх родин (домогосподарств) мали житло метражем до 59 м2, 23,6% - від 60 до 89 м2, 47,8% - від 90 до 119 м2 і
27,8% - понад 120 м2.

З усіх будівель у 2001 р. 79,7% було одноповерховими, 19,9% - двоповерховими, 0,4
% - триповерховими, 0% - чотириповерховими, 0% - п'ятиповерховими, 0% - шестиповерховими,
0% - семиповерховими, 0% - з вісьмома та більше поверхами.

## Автопарк
| \| Автомобілі, зареєстровані у місті, за призначенням \| Автомобілі, зареєстровані у місті, за призначенням \| Автомобілі, зареєстровані у місті, за призначенням \| \| Рік \| 2006 р. \| 2005 р. \| \| -------------------------------------------------- \| -------------------------------------------------- \| -------------------------------------------------- \| \| Приватні автомобілі \| 67,7% \| 68,7% \| \| Мотоцикли \| 6,5% \| 5,3% \| \| Вантажівки \| 19,8% \| 20,2% \| \| Трактори \| 1,5% \| 1,6% \| \| Автобуси та ін. \| 4,5% \| 4,1% \| \| Усього автомобілів \| 971 шт. \| 920 шт. \| |         |         |
| Автомобілі, зареєстровані у місті, за призначенням |         |         |
| Рік | 2006 р. | 2005 р. |
| Приватні автомобілі | 67,7%   | 68,7%   |
| Мотоцикли | 6,5%    | 5,3%    |
| Вантажівки | 19,8%   | 20,2%   |
| Трактори | 1,5%    | 1,6%    |
| Автобуси та ін. | 4,5%    | 4,1%    |
| Усього автомобілів | 971 шт. | 920 шт. |

## Вживання каталанської мови
У 2001 р. каталанську мову у місті розуміли 99,6% усього населення (у 1996 р. - 99,4%), вміли говорити нею 97% (у 1996 р. - 
93,4%), вміли читати 95,9% (у 1996 р. - 87,7%), вміли писати 54
% (у 1996 р. - 51,5%). Не розуміли каталанської мови 0,4%.

## Політичні уподобання
У виборах до Парламенту Каталонії у 2006 р. взяло участь 633 особи (у 2003 р. - 671 особа). Голоси за політичні сили розподілилися таким чином:
| \| Вибори до Парламенту Каталонії \| Вибори до Парламенту Каталонії \| Вибори до Парламенту Каталонії \| \| Рік \| 2006 р. \| 2003 р. \| \| -------------------------------------- \| ------------------------------ \| ------------------------------ \| \| Конвергенція та Єднання (CiU) \| 30,2% \| 28,2% \| \| Соціалістична партія Каталонії (PSC) \| 34,6% \| 36,1% \| \| Народна партія (PP) \| 10,6% \| 11,3% \| \| Ініціатива за зелену Каталонію (IC) \| 7,4% \| 5,1% \| \| Республіканська лівиця Каталонії (ERC) \| 15,3% \| 19,1% \| \| Громадянська партія (C's) \| 0,8% \| 0% \| \| Інші \| 1,1% \| 0,3% \| |         |         |
| Вибори до Парламенту Каталонії |         |         |
| Рік | 2006 р. | 2003 р. |
| Конвергенція та Єднання (CiU) | 30,2%   | 28,2%   |
| Соціалістична партія Каталонії (PSC) | 34,6%   | 36,1%   |
| Народна партія (PP) | 10,6%   | 11,3%   |
| Ініціатива за зелену Каталонію (IC) | 7,4%    | 5,1%    |
| Республіканська лівиця Каталонії (ERC) | 15,3%   | 19,1%   |
| Громадянська партія (C's) | 0,8%    | 0%      |
| Інші | 1,1%    | 0,3%    |

У муніципальних виборах у 2007 р. взяло участь 763 особи (у 2003 р. - 738 осіб). Голоси за політичні сили розподілилися таким чином:
| \| Муніципальні вибори \| Муніципальні вибори \| Муніципальні вибори \| \| Рік \| 2007 р. \| 2003 р. \| \| -------------------------------------- \| ------------------- \| ------------------- \| \| Конвергенція та Єднання (CiU) \| 0% \| 0% \| \| Соціалістична партія Каталонії (PSC) \| 43,3% \| 42,1% \| \| Народна партія (PP) \| 3,8% \| 6,2% \| \| Ініціатива за зелену Каталонію (IC) \| 0% \| 0% \| \| Республіканська лівиця Каталонії (ERC) \| 52,9% \| 51,6% \| \| Громадянська партія (C's) \| 0% \| 0% \| \| Інші \| 0% \| 0% \| |         |         |
| Муніципальні вибори |         |         |
| Рік | 2007 р. | 2003 р. |
| Конвергенція та Єднання (CiU) | 0%      | 0%      |
| Соціалістична партія Каталонії (PSC) | 43,3%   | 42,1%   |
| Народна партія (PP) | 3,8%    | 6,2%    |
| Ініціатива за зелену Каталонію (IC) | 0%      | 0%      |
| Республіканська лівиця Каталонії (ERC) | 52,9%   | 51,6%   |
| Громадянська партія (C's) | 0%      | 0%      |
| Інші | 0%      | 0%      |